# Albert Saisset
Albert Saisset (Perpinyà, 10 de novembre de 1842-Perpinyà, 14 d'agost de 1894) va ser un poeta nord-català, un dels personatges més pintorescos de la societat de la Catalunya Nord al segle xix. Fou un autor prolífic de poesies (al començament en francès però després i majoritàriament en català) que va publicar sota el pseudònim de "Oun tal" ("Un tal" en la seua grafia afrancesada).

## Biografia
Saisset, que provenia d'una família rossellonesa benestant, va estudiar primer a Perpinyà abans d'anar al lycée (ensenyament secundari) a Montpeller. Es va presentar a l'escola militar de Saint-Cyr però canvià de direcció estudiant a l'Escola superior de comerç de París (entre 1861 i 1863) per a després treballar en un banc durant dos anys abans d'esdevenir director d'un establiment financer.
Assajà d'escriure poesia en francès però la seua producció només va tenir un ressò molt limitat. En canvi va gaudir d'un èxit immediat i important arran del seu primer recull en català, Oun pougnat da catalanades, que publicà de manera anònima. Les seues obres posteriors miraren de captar i de projectar l'essència de la societat rossellonesa i no trigaren gens a assolir un èxit tal que Saisset va haver de revelar que n'era l'autor. D'aleshores endavant (a partir del seu tercer recull) publicà les seues produccions sota el pseudònim d'Un tal (escrit a la francesa: Oun tal).
A partir de 1887 va anar escrivint i publicant de manera intensiva fins a atènyer el nombre de setze reculls a la data de la seua mort (a l'agost de 1894).
També va editar una comèdia "Vinyes i dones" (1889), una gramàtica catalana (Grammaire catalane) (1894) en la qual preconitzava una grafia "fonètica" (és a dir, en realitat, una grafia afrancesada) al marge de la tradició catalana, i amb la voluntat d'allunyar-se dels moviments renaixentistes d'aquella època.
Ell sol representa la renaixença popular de les lletres rosselloneses en el darrer quart del segle xix. El seu primer opuscle fou seguit per quinze altres publicacions en vida i fins i tot després de mort. La seva gramàtica reflecteix el seu punt de vista diglòssic sobre la llengua catalana. El seu treball, alegre, satíric i popular, fou reimprès sovint al segle xx i és més ben conegut per la població que el d'altres autors del Renaixement. La principal critica que es va fer a un Tal concerneix la seva ortografia fonètica francesa del català, si bé altres autors l'havien utilitzada abans que ell. Això rai, si sabem que aquesta feinada és el tresor més ric per a estudiar l'estat real del dialecte rossellonès a la fi del segle xix, un parlar farcit d'occitanismes i de gal·licismes. A la primeria del segle xx, hom va erigir un bust per honrar-ne la memòria, obra de Han Coll, al jardinet ('square') Terrús de la capital rossellonesa.
Amb motiu del centenari de la seua mort, el 1994 es va publicar un recull de tota l'obra de Saisset, en grafia normativa a càrrec de Joan-Daniel Bezsonoff.

## Prefaci dePerpinyanenques, Biblioteca Popular de l'Avenç, Barcelona, 1910 perPere Vidal
En (sic) Albert Saisset va néixer a Perpinyà eI dia 10 de novembre de l'any 1842. Era fill d'una família honrada qui ha produït jutges i advocats distingits. Va començar ses (sic) estudis en el col·legi de Perpinyà i les (sic) va terminar en el liceu de Montpeller. Volia seguir la carrera militar; més se va repensar aviat i se va decidir a entrar a l'Escola Superior de Comerç, de París. Tornat a Perpinyà, se va fer banquer.
Dingús segurament no podia pensar, en aquell moment, que en Albert Saisset portava en si un veritable poeta i un psicòleg de bona mena.
Més, des de l'edat de 25 anys, la Musa de la poesia cantava en lo seu cap: ell anava notant ses impressions i escrivint versos i versos en 
francès i en català, sense que dingús no en sapigués res. Aquell home jove, rialler, eixorit, de dolç i amable caràcter; aquell home de xifres
i de moneda, era un literat complert i un poeta superbament inspirat.
Casat de bona hora, se va dedicar totalment a sa nova família, als amics i a la literatura, sense que en patissin en cap modo els afers de la banca que havia fundada a Perpinyà.
Sapigut això, un hom pot ben se figurar que la vida d'en (sic) Albert Saisset fou una vida calma i quieta, una vida de casa pairal. Rarament anava viatjar, mes coneixia corn per corn i racó per racó Perpinyà i los pobles i llogarets dels entorns de la vila. Hortolans, treballadors de terra, masovers, peirers, gents de tot ofici: ell parlava amb tots, observant i notant tot lo que veia o sentia. Igualment feia amb los qui venien a la banca per llurs afers. És d'aquella manera que va recollir lo llenguatge i la matèria que va emplear en la composició de ses poesies catalanes: cançons, monòlegs, contes i faules, qui demostren ben bé que viuen encara a Rosselló, encarnats l'un en l'altre, la llengua i lo caractèr de la tèrra catalana.
L'any 1888, un editor de Perpinyà va posar en venda un petit aplec de poesies catalanes titulat Un punyat da catalanades. Va ser això com una revelació, i l'èxit extraordinari: tothom en volia, d'aquest llibret, i després de pocs dies la primera edició era esgotada. De tots costats un hom sentia cantar L'Hortolana i recitar los monòlegs Lo Guignon de Mussú Josep, Un pei d'abril, Un casament tramblant, qui foren aviat populars, no solament a Perpinyà, sinó en tota la terra rossellonesa.
Lo llibret qui contenia aquestes poesies, i qui corria de mà en mà, no portava pas cap nom d'autor, i la gent se demanaven qui podia ben ésser. En (sic) Albert Saisset se va decidir a se fer conèixer, més d'una manera que el públic no va pas sere gaire millor informat:
 -Mira- me diu en Po - la gent per qui escriues volen sapiguer com te diues.
-Això rai! Hi vei pas cap mal:
que ho sapiguin: me dic Un Tal.
Amb tot, aviat se va sapiguer que Oun Tal era pla «Moussou Saisset>>, o «En Saisset». Fa força i força temps que el Rosselló havia pas tingut un nom d'home tant popular com aquest. Un quelcom de nou, un llenguatge sonor, enèrgic, fàcil a entendre, ple de paraules pintoresques, unes històries o farces a fer crebar de riure, escrites amb esperit i senzillesa: veus-aquí lo que de seguida varen veure la generalitat dels lectors en les catalanades d'en Saisset.
En Saisset escrivia el català "tal com se parla" pels carrers de Perpinyà i pels entorns de la vila. Ja feia temps que els rossellonesos, a excepció d'alguns literats i erudits, no escrivien pas pus la llura parla materna: la llengua catalana era descuidada i menyspreada com forma literària per los mateixos que la parlaven a casa o pels carrers. En Saisset, doncs, va pensar que si escrivia eI català literari dingús no el llegiria: això fa que no solament va usar lo català popular de Perpinyà, força adulterat pel francès, més encara va emplear l'ortografia francesa, escrivint-hi los mots catalans tal com se pronuncien al Rosselló.
Alguns dels seus amics, literats i crítics, formant un "petit círcol de persones enteses, intentaren de li fer compendre que això era 
una veritable revolució, qui seria nefasta per l'esdevenidor. Ell no volia entendre res i responia:
 -Jo no sóm pas un felibre: el meu desig és d'ésser comprès del poble, de l'amusar, si és possible, de li fer oblidar, no fos que per un moment, les amargures d'aquest món.
I, de fet, lo poble eI comprenia ben bé. No ha pas fet deixibles, més les seues obres enclouen l'expressió saborosa i típica del Rosselló. Queda en Saisset una de les figures les més simpàtiques, les més atractives, que hem tingut. L'ensems dels seus escrits constitueix un quadro curiós i exacte de les costums i tradicions locals. L'èxit de la literatura catalano-rossellonesa creada per en Saisset lo varen fer dues qualitats que l'autor posseïa perfectament: l'observació i la senzillesa. Dingús no ha sapigut agafar i expressar com ell la bona humor i la finesa del rossellonès; tots los tipos que ha posat en escena són d'una absoluta realitat. Les poesies catalanes den Saisset bastarien a l'historiador per retraçar lo caractèr, les costums i lo llenguatge dels habitants de la plana del Rosselló durant la seconda meitat del segle xix. Si no ha pas fet progressar la llengua catalana, ha restaurat l'esperit popular català en lo seu país. Aquesta és la nota característica d'en (sic) Albert Saisset. En Saisset, o Un Tal, va morir a Perpinyà lo dia 14 d'agost de l'any 1894, a l'edat de 52 anys.

## Obres

### En català
S'indica el títol en la grafia francesa en la qual l'obra fou publicada originalment i entre parèntesis la grafia catalana restituïda.
- Oun pougnat da catalanades, (Un punyat de catalanades, 1887).
- Cosas y altres, (Coses i altres, 1888) (Hi figura un poema Alabances per en Manel)
- Historis y coumedi, (Històries i comèdia, 1888).
- Bestis y gen, (Bèsties i gent, 1888).
- L'Hourtoulana, paraulas y mousica, (L'hortolana, paraules i música, 1888).
- Proubem da riure!, (Provem de riure, 1889).
- Bingnas y donas, coumedi en dous actes, (Vinyes i dones, comèdia en dos actes, 1889).
- Fables y fabliots[1] (Fables i fabliots, 1890)
- Countas de l'altra moun y d'aquest, (Contes de l'altre món i d'aquest, 1890).
- Jamecs, (Gemecs, 1890).
- Oun poc da tout, (Un poc de tot, 1891).
- Passe-Temps, (Passatemps, 1891).
- Barrajadis, (Barrejadís, 1892).
- Plors y rialles, (Plors i rialles, 1893).
- Cansous, (Cançons, 1893).
- Pims y pams, (Pims i pams, 1893).

Publicades pòstumament:
- Pa la gen fis, (Per la gent fins, 1895).
- A tort y a trabès, (A tort i a través, 1897).
- Oun moun de coses, (Un munt de coses, 1898).
- Bersous nous, (Versos nous, 1900).
- Lligiou, (Lligiu, 1900).
- Perpinyanenques, (Perpinyanenques, 1910).
- Altre barrajadis (Un altre barrejadís). Sembla no haver estat publicat mai.
- Cosas de Roussillou, (Coses del Rosselló, 1910).
- Oun biatge à Barcelona (Un viatge a Barcelona). Aquest recull sembla no haver estat publicat mai.
- El darrer punyat de catalanades (1977)
- Recueil d'expressions catalanes (material inèdit consistent en un quadern de 96 fulls manuscrits trobats en uns encants. Fou publicat, amb retocs i afegiments, amb el títol Caram! això me mira per Joseph Ribas i Pere Verdaguer amb il·lustracions de Jean-Claude Pertuzé, ed. Loubatières. (2004)

### En francès
- Poésies Roussillonnaises